# Lilla Strömtorpsskogens naturreservat
Lilla Strömtorpsskogens naturreservat är ett naturreservat i Degerfors kommun i Örebro län.
Området är naturskyddat sedan 2024 och är 36 hektar stort. Reservatet ligger sydväst om Karlskoga och består av äldre barrskog med inslag av lövträd.